# Inscutomonomma variabile griquanum
Inscutomonomma variabile griquanum es una subespecie de coleóptero de la familia Monommatidae.

## Distribución geográfica
Habita en la Provincia del Cabo (Sudáfrica).